# الكابادي المشتعلة
الكابادي المشتعلة (بالإنجليزية: Burning Kabaddi)‏ هي سلسلة مانغا يابانية تنشر من قبل شوغاكوكان منذ يوليو 2015 وتم جمعها في 19 تانكوبون وتم تحويلها لمسلسل أنمي من إنتاج طوكيو موفي شينشا عرض في 3 أبريل حتى 19 يونيو 2021.